# Step Up (미쓰에이의 음반)
"Step Up"은 대한민국의 팝 댄스 음악 그룹 미스에이의 두 번째 싱글 음반으로, 2010년 9월 27일 로엔 엔터테인먼트를 통해 발매되었다. 타이틀곡은 "Breathe"이다.

## 활동 사항
미스에이는 2010년 9월 27일 두 번째 싱글 앨범 "Step Up"을 발매하였으며, 10월 7일 Mnet 《엠카운트다운》에서 컴백무대를 가졌다. 타이틀곡은 "Breathe"로 미스에이는 이번 앨범에서 레게톤 리듬을 선보이며 큰 반응을 얻었다. "Breathe"는 공개 후 여러차트에서 1위를 하였으며, 10월 21일 Mnet 《엠카운트다운》 차트에서 1위를 수상하였다.

## 수록 곡 목록
| #  | 제목                      | 작사                      | 작곡                      | 재생 시간 |
| -- | ------------------------- | ------------------------- | ------------------------- | --------- |
| 1. | 〈Step Up〉               | 홍지상                    | 홍지상                    | 2:46      |
| 2. | 〈Breathe〉               | J.Y. Park "The Asiansoul" | J.Y. Park "The Asiansoul" | 3:32      |
| 3. | 〈멍하니〉                | 김희영                    | 심은지                    | 4:45      |
| 4. | 〈그 음악을 틀어줘요 DJ〉 | 슈퍼창따이                | 슈퍼창따이                | 3:15      |

## 차트 성과
| 최고 순위 (2010)       | Breathe |
| ---------------------- | ------- |
| 가온 디지털 종합 차트  | 2       |
| 가온 스트리밍 차트     | 3       |
| 가온 다운로드 차트     | 1       |
| 가온 BGM 차트          | 4       |
| 가온 벨소리 차트       | 1       |
| 가온 통화연결음 차트   | 7       |
| 엠넷 차트              | 1       |
| 도시락 차트            | 1       |
| 벅스 차트              | 3       |
| Mnet 엠카운트다운 차트 | 1       |
| KBS 뮤직뱅크 K-차트    | 4       |

| 최고 순위 (2010)      | Breathe |
| --------------------- | ------- |
| 가온 디지털 종합 차트 | 27      |
| 가온 스트리밍 차트    | 44      |
| 가온 다운로드 차트    | 36      |
| 엠넷 차트             | 35      |